# Aimé Haegeman
Aimé Haegeman (Ixelles, 1861 – 1935) va ser un genet belga que va competir a cavall del segle xix i el segle xx. El 1900 va prendre part en els Jocs Olímpics de París en el concurs de salts d'obstacles del programa d'hípica, en què guanyà la medalla d'or amb el cavall Benton II.